# Pentti
Pentti ist ein finnischer männlicher Vorname, die finnische Form von Benedikt.

## Namenstag
Namenstag ist am 21. März.

## Namensträger
- Pentti Ahola (1929–2012), finnischer Jazzpianist
- Pentti Airikkala (1945–2009), finnischer Rallyefahrer
- Pentti Eskola (1883–1964), finnischer Mineraloge und Geologe
- Pentti Eskola (* 1938), finnischer Leichtathlet
- Pentti Haanpää (1905–1955), finnischer Schriftsteller
- Pentti Hämäläinen (1929–1984), finnischer Boxer
- Pentti Holappa (1927–2017), finnischer Schriftsteller
- Pentti Kahma (* 1943), finnischer Diskuswerfer
- Pentti Karvonen (1931–2022), finnischer Hindernisläufer
- Pentti Kirstilä (1948–2021), finnischer Schriftsteller
- Pentti Kokkonen (* 1955), finnischer Skispringer
- Pentti Kouri (1949–2009), finnischer Ökonom, Venture Capitalist und Kunstsammler
- Pentti Linkola (1932–2020), finnischer Umweltschützer
- Pentti Linnosvuo (1933–2010), finnischer Sportschütze
- Pentti Lund (1925–2013), finnischer Eishockeyspieler
- Pentti Matikainen (1950–2025), finnischer Eishockeyspieler, -funktionär und -trainer
- Pentti Niinivuori (1931–1988), finnischer Boxer
- Pentti Nikula (* 1939), finnischer Leichtathlet
- Pentti Pelkonen (* 1930), finnischer Skilangläufer
- Pentti Pesonen (1938–2024), finnischer Skilangläufer
- Pentti Rautiainen (1935–1995), finnischer Boxer
- Pentti Saarikoski (1937–1983), finnischer Dichter und Übersetzer
- Pentti Sammallahti (* 1950), finnischer Fotograf
- Pentti Siltaloppi (1917–2002), finnischer Hindernis- und Mittelstreckenläufer.
- Pentti Taskinen (1929–1973), finnischer Biathlet
- Pentti Uotinen (1931–2010), finnischer Skispringer
- Pentti Vikström (* 1951), finnischer Bogenschütze

## Weiteres
- Pentti-Isotalo-Trophäe, finnische Eishockey-Auszeichnung für Linienrichter